# Maysoon al-Nahar
Maysoon Abdulghany Al-Nahar (arabisch ميسون عبدالغني موسى النهار) ist eine jordanische Archäologin, die sich auf die Altsteinzeit, die Mittelsteinzeit und die Jungsteinzeit in der südlichen Levante spezialisiert hat.

## Leben
Al-Nahar schloss 1984 das Islamic and Scientific College in Amman ab. Anschließend erlangte sie 1988 einen Bachelor in Innenarchitektur an der Yarmouk University in Irbid, Jordanien. Im Anschluss erlangte sie 1993 einen Master of Arts in Prähistorischer und Jungsteinzeitlicher Archäologie an der Yarmouk University. Von September 1991 bis Mai 1995 arbeitete A-Nahar als Zeichnerin an der Universität von Jordanien. Anschließend studierte sie von September 1995 bis Mai 2000 Anthropologie und Frühgeschichte an der Arizona State University in Tempe (Arizona). Dort erlangte Al-Nahar den Ph. D. Der Titel ihrer Dissertation lautete englisch The Upper and Epipaleolithic Transition in the Southern Levant: Microlith Typology Versus Technology ‚Der Übergang vom Jungpaläolithikum zum Epipaläolithikum in der südlichen Levante: Mikrolith-Typologie versus Technologie‘.
Seit Juni 2000 arbeitet Al-Nahar als ordentliche Professorin im Institut für Archäologie der Universität von Jordanien.
Al-Nahar ist Chefredakteurin des Jordan Journal for History and Archaeology, das in SCOPUS indexiert ist.
Al-Nahar war von 2013 bis 2017 Dekanin der Fakultät für Archäologie und Tourismus an der Universität von Jordanien. In den Jahren davor war sie stellvertretende Dekanin für archäologische und kulturhistorische Museen, Leiterin der Fakultät für Archäologie und Museumsdirektorin an der Universität von Jordanien.
Al-Nahars Forschungsschwerpunkte sind die Technologie der Steinzeit und die Analyse sowie in der Rekonstruktion der Paläoumwelt. Des Weiteren die Altsteinzeit, die Jungsteinzeit, Feuersteinwerkzeuge, Knochenwerkzeuge, prähistorische Kunst, prähistorische Umweltbedingungen, Strategien für Unterkunft und Mobilität in der Antike, Yarmoukian-Keramik und Museen.

## Ausgrabungen
Al-Nahar war an mehr als 45 Ausgrabungen beteiligt. So leitete sie die Ausgrabung in Tell Abu Suwwan, Gerasa in Jordanien. Sie ist Partnerin am linken Ufer des Jordantals, wo sie das Projekt der ersten menschlichen Siedlungen erforscht, und war an der Leitung vieler weiterer Ausgrabungsprojekte beteiligt.
1989 war sie während ihres Masterstudiums Teilnehmerin von Ausgrabungen in Bait Ras in Jordanien, geleitet von Cherie J. Lenzen von der Yarmouk University, in ʿAin Ghazal, geleitet von Gary O. Rollefson von der San Diego State University und Zidan Kafafi von der Yarmouk University und in Yasieleh in Jordanien, geleitet von Zaidoun Al-Muhassen von der Yarmouk University. 1992 und 1993 arbeitete sie als professionelle Zeichnerin bei den Ausgrabungen in Khirbet Salameh unter der Leitung von Pear Bekaie von der Universität von Jordanien. 1994 arbeitete sie als professionelle Zeichnerin bei den Ausgrabungen in der Töpferei in Bat Rais, geleitet von Cherie Lenzen, in Khirbet Salameh, geleitet von Pear Bekaie und in Umm el Jimal, geleitet von Bert De Vries vom Calvin College, Grand Rapids (Michigan). Außerdem nahm Al-Nahar in diesem Jahr an den Ausgrabungen in ʿAin Ghazal, geleitet von Gary O. Rollefson von der San Diego State University und Zidan Kafafi von der Yarmouk University, teil. 1996 war Al-Nahal Teil der Ausgrabungen in Rudd Creek unter der Leitung von Todd L. Howell von der Arizona State University. Sie war Mitarbeiterin bei den Ausgrabungen 1997 und 1998 in Tell Abu en-Niaj unter der Leitung von Steven E. Falconer von der Arizona State University und im Rahmen des englisch The Eastern Hasa Late Pleistocene Project ‚Das östliche Hasa-Spätpleistozän-Projekt‘ im Wadi al-Ḥaṣā unter der Leitung von Deborah I. Olszewski vom Bishop Museum, Honolulu und Nancy R. Coinman  von der Iowa State University.

## Schriften (Auswahl)
Al-Nahr hat mehr als 60 Publikationen veröffentlicht.
- 2016 "Human hunting and site occupation intensity in the Early Epipaleolithic of the Jordanian western highlands", Natalie D. Munro, Michael Kennerty, Jacqueline S. Meier, Siavash Samei, Maysoon al-Nahar, Deborah I. Olszewski, Quarterly International, 396 (2016) 31-39.
- 2016 "Late Pleistocene eastern Levant: Landscape strategies in open spaces", Deborah I. Olszewski and Maysoon al-Nahar, Quarterly International, 396 (2016) 1-4.
- 2016 "Persistent and ephemeral places in the Early Epipaleolithic in the Wadi al-Hasa region of the western highlands of Jordan", Deborah I. Olszewski and Maysoon al-Nahar, Quarterly International, 396 (2016) 20-30.
- 2016 "Differential bone preservation and human foraging at the Early Epipaleolithic site of Tor at-Tareeq (WHS1065) in the western highlands of Jordan" Siavash Samei a, Natalie D. Munro, Maysoon al-Nahar, Deborah I. Olszewski, Quarterly International, 396 & 52-61.
- 2016 "Early Epipaleolithic lithics, time-averaging, and site interpretations: Wadi al-Hasa region, Western Highlands of Jordan" Maysoon al-Nahar, Deborah I. Olszewski, Quarterly International, 396 (2016) 40-51.
- 2015 "Early Epipaleolithic sites in the Southern and Central Jordan: Site Function Implications", Maysoon Al-Nahar and Deborah Olszewski, Mediterranean Archeology and Archaeometry (MAA), Vol.15, No.2, pp. 215–227.
- 2015 "The Yarmoukian Pottery Assemblage from Tell Abu Suwwan, Jordan", Maysoon Al-Nahar and Zeidan Kafafi, Mediterranean Archeology and Archaeometry (MAA), Vol. 15, No.3.
- 2015 "Experimental Study of Bone Artifact Manufacture from the Neolithic site Tell Abu Suwwan (PPNB-PN), Jordan" Bellal Abu Helaleh, Maysoon Al-Nahar, Ursula, Thun Hohenstein, Gabriele Luigi Francesco Berruti, Emanuele Cancellieri, Adumatu, 32.